# Odontostelma
Odontostelma es un género de fanerógamas de la familia Apocynaceae. Contiene dos especies. Es originario de África y se distribuyen por Angola y Zimbabue.

## Descripción
Son plantas herbáceas erectas que alcanzan los 15-30 cm de altura, ramificadas a baja densidad con látex de color blanco, las raíces subterráneas fusiformes (carnosas), los órganos subterráneos, tubérculos en forma de huso.  Brotes glabros. Las hojas sésiles, ligeramente ascendentes; herbáceas de 5-7.5 cm de largo y 0.3 cm de ancho, lineales, basalmente cuneadas, el ápice apiculado, ligeramente revoluto, adaxial y abaxialmente glabras.
Las inflorescencias son extra-axilares y terminales, solitarias, más cortas que las hojas adyacentes, con 3-6 flores, simples,  pedunculadas, y con pedicelos delgados.

## Taxonomía
El género fue descrito por Alfred Barton Rendle y publicado en J. Bot. 32: 161, t. 344. 1894.

## Especies
- Odontostelma minus S.Moore
- Odontostelma welwitschii Rendle